# Finkenhammer

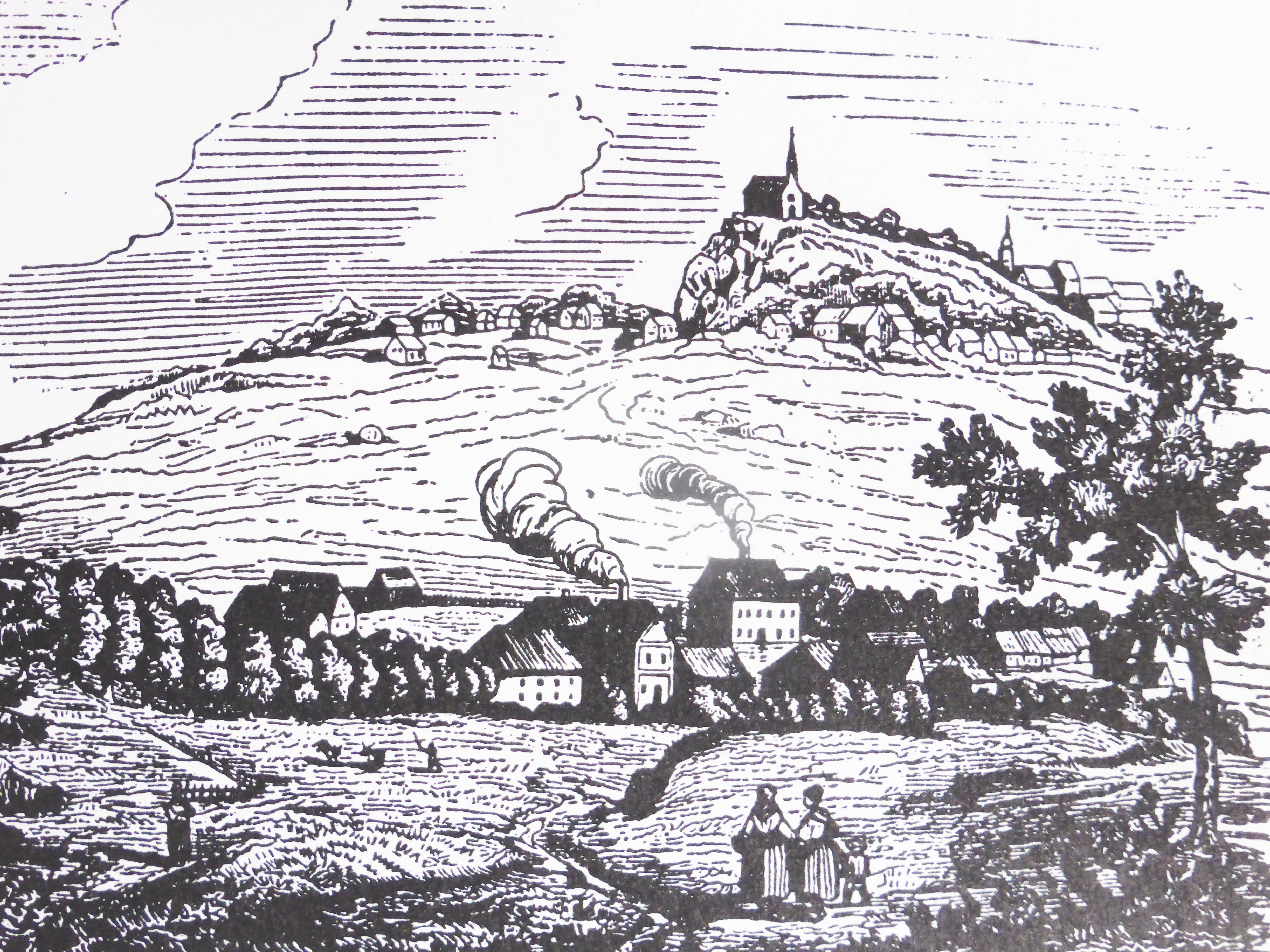
Ansicht des Finkenhammers unterhalb der Kreuzbergkirche in Pleystein (1853)

Der Finkenhammer ist ein ehemaliger Eisenhammer in der Oberpfälzer Stadt Pleystein im Landkreis Neustadt an der Waldnaab; früher zählte Finkenhammer zu der Gemeinde Miesbrunn, heute ist der Ort ein Stadtteil von Pleystein. Das Hammerwerk befand sich in Unter-Pleystein und wurde vom Wasser des Zottbaches angetrieben.

## Geschichte
1387 wurde dort ein Schienhammer genannt. Aufgrund des Erzbezuges und der benötigten Holzkohle muss er zu den bedeutenden Hammerwerken in der Oberpfalz gezählt werden. Noch 1761 erhielt der Hammermeister Michael Wittmann 239 Klafter Kiefernholz, die für die Eisenproduktion verkohlt wurden. Das Erz kam überwiegend aus Sulzbach-Rosenberg. Mit Ochsengespannen fuhr man eine Woche das Erz hin und eine Woche später das Schieneisen wieder zurück.
Der erste namentlich bekannte Hammerwerksbesitzer war 1432 Konrad Vorhammer; ihm wurde auf seine Bitten von Herzog Johann der Einbau eines Mühlrades erlaubt. Diese Mühle erschien bisweilen als eigener Besitz, zumeist aber im Zusammenhang mit dem Eisenhammer. Sein Nachfolger war der Hammermeister Schlemmer (auch Slemer oder Schlammer) genannt; durch ihn wurde die Mühle „Schlemmermühle“ genannt. Seine Nachfolger wurden 1528 Kunz und Hans Wolf, die noch im selben Jahr den Hammer für 175 rheinische Gulden an Niklas Karl verkauften. 1530 war ein Hein Beck auf dem Gut, der zuvor Hammermeister in Weidenberg war. Bis 1536 war dann Ludwig Ködtnit auf dem Hammer, der dann wegen Errichtung eines Eisenwerkes im Erzgebirge auswanderte. Auf ihn folgte Michael Schmucker, der dort bis 1561 verzeichnet ist. 1562 war Ulrich Heuring im Besitz des Hammers. Bestandshammermeister war 1572 Lienhard Keiser, ihm folgte 1582 Lorenz Fischer, der um 1605 an Michael Finck verkaufte. Von diesem leitet sich der gegenwärtige Name Finkenhammer ab.
Am 19. Dezember 1635 erwarb Veit Hans Manner den durch den Dreißigjährigen Krieg stark heruntergekommenen Hammer. Nach den Steuerlisten hatte er nur noch ein Drittel des Wertes im Vergleich zu früheren Veranlagungen. Für drei Generationen blieb das Werk im Besitz dieser Familie, um 1700 ging es auf dem Eheweg von der Tochter Maria Manner an Michael Wittmann über. Ein Sohn dieses Paares verehelichte sich mit Anna Walbrunn und als deren zweites Kind wurde am 23. Januar 1760 Georg Michael geboren, der spätere Bischof von Regensburg. Dessen Bruder Georg Joseph trat in den Prämonstratenserorden im Kloster Speinshart ein; nach der Säkularisation wurde er Stadtpfarrer von Eschenbach in der Oberpfalz.
Durch den Hammergutbesitzer Johann Adam Wittmann (1807–1876) wurde das Gut ausgebaut. In einem der Gebäude ließ er 1850 ein Glasschleif- und Polierwerk errichten. Er ließ auch einen Hochofen bauen, um besseres Eisen produzieren zu können. Um 1840 machte sich der Holzmangel bemerkbar und Versuche, den Eisenhammer auf böhmische Kohle oder Torf umzustellen, waren nicht erfolgreich. Um 1850 wurde die Eisenherstellung eingestellt, da die Wälder restlos abgeschlagen waren und weil man im Ruhrgebiet durch moderne Technik die tiefliegende Steinkohle abzubauen begann. Johann Adam Wittmann spendete reichlich Geld für die Errichtung der Wallfahrtskirche Heiligkreuz (Pleystein). 1874 war Josef Wittmann der Inhaber des Werkes. 1911 kam es an die Bayerische Spiegelglas AG in Fürth. 1936 wurde dort erneut die Familie Wittmann genannt. Die Familie Wittmann wurde auch bis in die Gegenwart oft erwähnt, so wurde 2011 ein Mitglied der Familie Wittmann in Finkenhammer genannt, der einen Bio-Bauernhof betrieb, die früheren Industriebetriebe sind abgekommen.

## Bauwerk
Von dem Werk ist ein zweigeschossiges Wohnhaus erhalten. Der Walmdachbau besitzt eine Putzstreifengliederung und geohrten Fensterrahmungen. Über dem Eingangsportal befindet sich die Jahreszahl „1766“, dem anzunehmenden Zeitpunkt seiner Errichtung. In zwei Nischen stehen zwei farbig gefasste Heiligenfiguren. An das Hauptgebäude ist nach Süden eine Kapelle angebaut, die wohl gleichzeitig mit dem Hauptgebäude errichtet wurde.
Zu dem Ensemble zählt noch ein zweigeschossiger Halbwalmdachbau, ebenfalls mit Putzstreifengliederung und der Jahreszahl „1833“, sowie ein Brunnen aus Granit und mit einer Brunnensäule, welche die Figur des heiligen Johannes von Nepomuk darstellt.